# Bransouze
Bransouze település Csehországban, a Třebíči járásban. Bransouze Číchov, Brtnice és Chlum településekkel határos. Lakosainak száma 214 fő (2024. január 1.).

## Népesség
A település lakosságának változását az alábbi diagram mutatja:
| Lakosok száma | 367  | 344  | 381  | 348  | 326  | 249  | 239  | 232  | 222  | 214  |
|               | 1869 | 1900 | 1921 | 1961 | 1980 | 2011 | 2016 | 2019 | 2021 | 2024 |